# Geert Steurs
Geert Steurs (Schoten, 24 september 1981) is een Belgisch wielrenner.

## Belangrijkste overwinningen
2004
- Prix de la Ville de Vieux-Condé 'Pierre Lemoine'

2006
- 1e etappe Cepa Tour
- Eindklassement Cepa Tour
- Eindklassement Ronde van Vlaams-Brabant

2010
- 2e etappe Ronde van Qatar

## Resultaten in voornaamste wedstrijden
| Jaar | Ronde van Italië | Ronde van Frankrijk | Ronde van Spanje |
| ---- | ---------------- | ------------------- | ---------------- |
| 2008 | opgave           |                     |                  |
| 2009 |                  |                     |                  |
| 2010 |                  |                     |                  |
| 2011 |                  |                     |                  |

| Jaar | Gent-Wevelgem | Ronde van Vlaanderen | Amstel Gold Race | Ronde van Lombardije |
| ---- | ------------- | -------------------- | ---------------- | -------------------- |
| 2008 |               |                      |                  |                      |
| 2009 | 43e           | 93e                  |                  | 109e                 |
| 2010 | 44e           |                      |                  |                      |
| 2011 |               | 73e                  | 80e              |                      |

## Ploegen
- 2004 - Jong Vlaanderen 2016
- 2006 - Pictoflex Bikeland Hyundai
- 2007 - Predictor-Lotto
- 2008 - Silence-Lotto
- 2009 - Topsport Vlaanderen
- 2010 - Topsport Vlaanderen